# Kochany Chrabąszcz
Kochany Chrabąszcz (ang. The Love Bug) – amerykański film komediowo-familijny-przygodowy z 1968 roku w reżyserii Roberta Stevensona.
Film zarobił 51 264 000 dolarów w Stanach Zjednoczonych.

## Obsada
Źródło: Filmweb

- Gil Lamb – policjant
- Dean Jones – Jim Douglas
- Michele Lee – Miss Carole Bennett
- Buddy Hackett – Tennessee Steinmetz
- Barry Kelley – sierżant policji
- Iris Adrian – Carhop
- Ned Glass – hipis
- David Tomlinson – Mr. Peter Thorndyke
- Joe Flynn – Havershaw
- Joe E. Ross – detektyw